# Panikos Rimis
Panikos Rimis, gr. Πανίκος Ριμής (ur. 4 grudnia 1938) – cypryjski sportowiec, specjalizujący się w żeglarstwie sportowym.
Uczestnik Letnich Igrzysk Olimpijskich 1980. Zajął ostatnie 21. miejsce w klasie Finn.